# Polyura moori
Espèce
Synonymes
- Charaxes moori Distant, 1883[1]
- Eulepis moori Rothschild & Jordan, 1898[1]

Polyura moori est une espèce de lépidoptères (papillons) de la famille des Nymphalidae et de la sous-famille des Charaxinae. 

## Systématique
L'espèce Polyura moori a été initialement décrite en 1883 par William Lucas Distant sous le protonyme de Charaxes moori.

## Nom vernaculaire
Polyura moori se nomme Malayan Nawab en anglais.

## Liste des sous-espèces
- Polyura moori moori ; présent en Malaisie, à Singapour et à Sumatra.
- Polyura moori chalazias Fruhstorfer ; présent à Bali.
- Polyura moori javanus (Röber, 1895) ; présent à Java
- Polyura moori kaba (Kheil, 1884) ; présent à Nias.
- Polyura moori saida (Preyer & Cator, 1894) ; présent à Bornéo.
- Polyura moori sandakanus (Fruhstorfer, 1895) ; présent en Inde et en Birmanie[1].

## Description
Polyura moori est un papillon, aux ailes antérieures à bord externe concave et aux ailes postérieures avec deux queues. Le corps est marron.
Le dessus est blanc crème avec aux ailes antérieures une bande marron le long du bord costal et du bord externe et aux ailes postérieures une marge marron avec une ligne submarginale de petites marques blanches.
Le revers est blanc crème avec la même ornementation.

## Écologie et distribution
Polyura  moori est présent en Birmanie, en Thaïlande, en Inde, en Malaisie, à Singapour, à Java, à Bali, à Bornéo et à Sumatra,.

### Protection
Pas de statut de protection particulier.